# Belinda Balluku
Belinda Balluku (ur. 9 października 1973 w Tiranie) – albańska polityk, członek Socjalistycznej Partii Albanii, minister infrastruktury i energii w gabinecie premiera Ediego Ramy.  

## Życiorys
Belinda Balluku urodziła się 9 października 1973 r. w Tiranie. Ukończyła z wyróżnieniem General Diploma of Management w Miami, USA. Ukończyła studia prawnicze, a w 1999 r. wydział administracji biznesowej w Ateńskim Instytucie Technologii. Jest absolwentką Executive Program “Economic Development” na Harvard Kennedy School oraz posiada tytuł doktora honoris causa IATA (International Air Transport Association) w zakresie zarządzania usługami żeglugi powietrznej (Air Navigation Services Management).
Balluku posiada doświadczenie w dziedzinie telekomunikacji, pracowała w 2000 r. w największej państwowej firmie telefonii komórkowej AMC, obecnie ONE Telecommunications. Pełniła funkcję dyrektora obsługi klienta a następnie dyrektora marketingu. W 2004 r. dołączyła do personelu Urzędu Miasta Tirana, początkowo jako doradca ds. public relations, a później jako dyrektor gabinetu burmistrza. W tym okresie kierowała rozwojem strategii komunikacji ze społeczeństwem i mediami. Od 2006 r. jest członkiem Socjalistycznej Partii Albanii z ramienia której uczestniczy w różnych projektach i inicjatywach społecznych. Pełniła funkcję dyrektora generalnego ALBCONTROL. Od stycznia 2019 r. jest ministrem infrastruktury i energii w gabinecie premiera Ediego Ramy. W wyborach parlamentarnych w 2021 r. została wybrana na posła regionu Tirany.